# اوتو لودویگ (تدوینگر)
اوتو لودویگ (انگلیسی: Otto Ludwig; ۹ مارس ۱۹۰۳ – ۱۴ ژانویهٔ ۱۹۸۳) تدوین‌گر اهل ایالات متحده آمریکا بود.

## فیلم‌شناسی
- نشانه چهار (فیلم ۱۹۳۲) (۱۹۳۲)
- خرابکار (فیلم) (۱۹۴۲)
- شمشیر در صحرا (۱۹۴۹)
- ماه آبی است (۱۹۵۳, نامزد جایزه اسکار بهترین تدوین
- نژاد اصیل (۱۹۵۶)
- سلیمان و سبا (فیلم ۱۹۵۹) (۱۹۵۹)